# Rafael Sánchez Tapia
Rafael Sánchez Tapia (Aguililla, 1887 - Mexico-Stad, 1946) was een Mexicaans militair en politicus.
Sánchez Tapia sloot zich in 1910 aan bij de Mexicaanse Revolutie en was van 1934 tot 1935 gouverneur van zijn geboortestaat Michoacán en was van 1935 tot 1938 minister van economie. In 1940 nam hij als onafhankelijk kandidaat deel aan de presidentsverkiezingen, doch haalde slechts 0,37% van de stemmen.